# Mean Time To Recover
Mean Time To Recover bzw. auch Mean Time To Repair (abgekürzt jeweils MTTR)
wird als die mittlere Reparaturzeit nach einem Ausfall eines Systems definiert. 
Diese gibt an, wie lange die Wiederherstellung des Systems im Mittel dauert. Sie ist somit ein wichtiger Parameter für die Systemverfügbarkeit. 
In dieser Zeit ist auch das Planen der Aufgaben sowie der Betriebsmittel enthalten. Sie sollte so kurz wie möglich gehalten werden.
Dagegen hängt die Systemzuverlässigkeit stark von der Mean Time Between Failures (MTBF) ab.